# Hausen ob Verena
Hausen ob Verena település Németországban, azon belül Baden-Württembergben. Lakosainak száma 853 fő (2023. december 31.). Hausen ob Verena Rietheim-Weilheim és Spaichingen községekkel határos.

## Népesség
A település népessége az elmúlt években az alábbi módon változott:
| Lakosok száma | 579  | 775  | 776  | 790  | 834  | 853  |
|               | 1975 | 2017 | 2019 | 2021 | 2022 | 2023 |